# Martin De Hooghe
Martin De Hooghe (1570-1637) est un carme flamand, introducteur de la Réforme de Touraine dans les Pays-Bas espagnols.

## Biographie

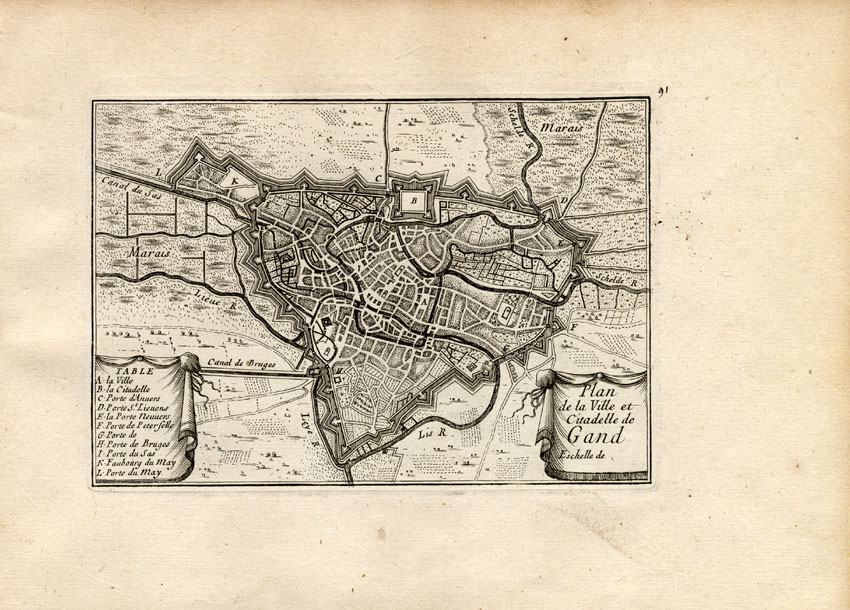
Carte de Gand au XVIIe siècle

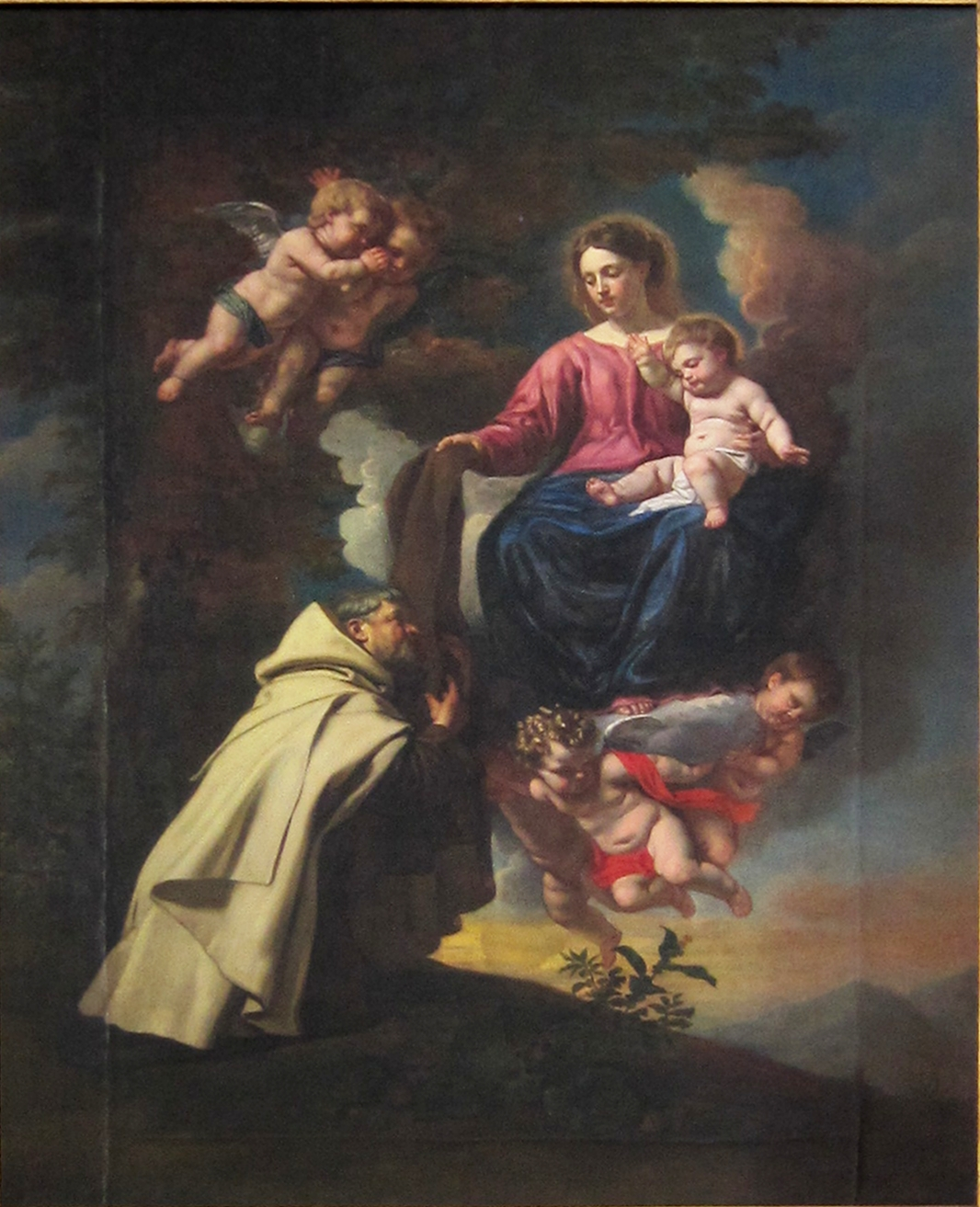
Remise du scapulaire carmélitain à saint Simon Stock (par Jacob van Oost le Jeune)

Martin De Hooghe est né à Berlare (Belgique) en 1570. Entré chez les carmes à Gand, il est envoyé à l'université de Douai et y décroche une licence en théologie. Il passe ensuite un certain temps à se perfectionner à Paris, au Carmel de la place Maubert. C'est là qu'il entre pour la première fois en contact avec ce qui va devenir la Réforme de Touraine, mouvement de stricte observance qui entend recentrer la vie  carmélitaine sur l'idéal contemplatif. Une fois revenu à Gand, il est nommé immédiatement prieur et introduit la réforme dans sa communauté. La jonction entre les deux initiatives aura lieu aux alentours de 1624. En effet, le 11 août de cette année, le principal artisan de la réforme française, Philippe Thibault, se rend au couvent des carmes de Valenciennes, où il passera trois mois, signifiant ainsi qu'il accepte, après bien des réticences, de voir son œuvre s'étendre dans les autres villes des Pays-Bas espagnols
. De son côté, en 1625, Martin De Hooghe parcourt à pied la distance qui sépare Gand de Rome, afin d'obtenir du général de l'Ordre, l'approbation de la réforme introduite dans les Flandres. Devenu, plus tard, prieur à Louvain, puis à Bruxelles, il  introduira la stricte observance dans ces deux communautés. En 1634, il est élu à la tête de la province flamande, avant de décéder à Bruxelles, en 1637.

## Postérité
L'œuvre de Martin De Hooghe sera poursuivie par Liévin de la Trinité et Michel de Saint-Augustin
. De cette manière, la réforme de Touraine rayonnera sur les territoires de la Belgique, de l'Allemagne et de la Pologne actuelles. À la suite d'une décision prise par le chapitre général de 1649, c'est un Belge, Gabriel de l'Annonciation, qui a introduit officiellement la stricte observance dans les deux provinces carmélitaines d'Allemagne. De plus, les Grands carmes belges ont fondé des maisons en Hollande à partir de 1640, ainsi qu'en Angleterre, de 1687 à 1737. Vers 1700, ils se trouvaient ainsi en pleine expansion, avec pas moins de vingt-six monastères sur le territoire des Pays-Bas du Sud et de la Principauté de Liège. Toutefois, à la fin du XVIIIe siècle, dans les Pays-Bas autrichiens en particulier, l'Ordre sera décimé par les mesures de l'empereur Joseph II (1783), puis par la Révolution française (1793). D'ailleurs, lorsque l'on considère cette fois l'ensemble de l'Europe occidentale, il ne restera plus, en 1802, que deux couvents de Grands carmes : l'un à Boxmeer (Hollande) et l'autre à Straubing (Bavière). Par ailleurs, il convient encore de noter que Martin est l'auteur d'un ouvrage sur le scapulaire de Notre-Dame du Mont-Carmel. Ayant connu plusieurs éditions à partir de 1629, ce livre annonce les trois caractéristiques principales de la Réforme de Touraine en Belgique : la spiritualité mariale, l'encadrement pastoral et l'érudition historique.

### Œuvres
- Den H. Scapulier van Onse Lieve Vrouwe van den Bergh Carmelus, wonderlick om haere bersherminghe ende helpe in' t leven ende doddt ende daarnae. Nu op een nieuw uytghegheven ende verklaert, Gand, 1629.

### Études
- Eug. De Seyn, « De Hooghe (Martin) », Dictionnaire biographique des Sciences, des Lettres et des Arts en Belgique, Bruxelles, Editions L'Avenir, t. I,‎ 1936, p. 258, col. 1.
- Eug. De Seyn, « De Hooghe Martin », Dictionnaire des écrivains belges, Bio-bibliographie, Bruges, Editions Excelsior, t. I,‎ 1930, p. 443, col. 1-2.